# Elección presidencial de Sudán de 1971
Las elecciones presidenciales de Sudán de 1971 fueron efectuadas entre el 15 y el 29 de septiembre de 1971, con el fin de legitimar el régimen autoritario que mantenía Yaafar al-Numeiry desde el golpe de Estado de 1969.

## Antecedentes
Desde el golpe militar efectuado por Yaafar al-Numeiry en 1969, se dio inicio a un régimen autoritario de partido único, donde la Unión Socialista Sudanesa poseía control absoluto, tanto de la Asamblea Nacional de Sudán, como del gabinete ministerial. El Presidente al-Numeiry decidió validar su mandato mediante un proceso electoral frente a la presión internacional. Sin embargo, la oposición demandó una democracia pluralista.

## Resultados electorales
|  | 98,55 % |

|  | 1,45 % |

|  | 98,14 % |

|  | 1,86 % |

|  | 98,1 % |